# نوش کره‌ای
نوش کره‌ای (نام علمی: Thuja koraiensis) نام یک گونه از سرده نوش است.